# Aquilaria malaccensis
Aquilaria malaccensis is een soort uit de peperboompjesfamilie (Thymelaeaceae). Het is een grote groenblijvende boom die voorkomt in Zuidoost-Azië, van Bangladesh tot in Indonesië en de Filipijnen. De soort staat op de Rode Lijst van de IUCN geklasseerd als 'kritiek'.
De boom groeit in verschillende habitats, waaronder rotsachtige, zanderige of kalkrijke bodems, goed gedraineerde hellingen en bergruggen en gebieden in de buurt van moerassen. De boom levert agarhout, een harsachtig kernhout dat wordt verwerkt in wierook en parfums. De hars wordt door de boom geproduceerd als reactie op infectie door een parasitaire ascomycetische schimmelsoort, Phaeoacremonium parasitica. 

Agarhout